# Institut d'Estudis Andorrans
L'Institut d'Estudis Andorrans (IEA) és l'entitat de recerca del Principat d'Andorra formada per tres centres: el Centre de Recerca d'Estudis Sociològics (CRES), el Centre d'Estudis de la Neu i de la Muntanya d'Andorra (CENMA) i el Centre d'Estudis Històrics i Polítics (CEHIP). Va ser creat l'any 1976 amb la finalitat de donar suport al programa d'andorranització a l'escola. Un cop consolidat el sistema educatiu andorrà, el Ministeri d'Educació d'Andorra va assumir les responsabilitats dels programes educatius i l'Institut va quedar com un centre de realització d'estudis de recerca.
Amb l'aprovació de la constitució del 1993, l'any 1996 s'aprovava la llei que defenia l'IEA com un centre de recerca al servei d'Andorra. Des de l'abril del 2015, el president és Eric Jover, Ministre d'Educació i Ensenyament Superior del Govern d'Andorra. El seu director és Jordi Guillamet.